# Crepicardus puncticollis
Crepicardus puncticollis – gatunek chrząszczy z rodziny sprężykowatych i plemienia Crepidomenini.

## Taksonomia
Gatunek został opisany w 1929 przez Edmunda Jean-Baptiste'a Fleutiaux. W rodzaju Crepicardus tworzy wraz z C. candezei, C. raffrayi i C. niger grupę gatunkową candezei.

## Występowanie
Gatunek jest endemitem Madagaskaru.